# Manoir de Roguédas
Le manoir de Roguédas est un édifice situé à Arradon en France.

## Localisation
Le manoir est situé sur le territoire de la commune d'Arradon, au lieu-dit Roguédas, dans le département du Morbihan en région Bretagne.

## Description
Château à un étage carré et comble habitable, à élévation ordonnancée, à toiture à longs pans à pignon découvert, avancée à croupe ronde. Linteau des fenêtres en calcaire à décor de volute, de palmette, d'acanthe et blason. Ferme avec logement en moellon, à comble à surcroît, à toit à longs pans à pignon couvert ; hangar en bois sur cave. Ecurie en rez-de-chaussée, en moellons en partie enduit, ouvertures en granite, corniche en calcaire, à toit à longs pans à pignon couvert et noue. Serre en brique, toit en appentis, volière à toit en pavillon. Colombier en moellons de granite et de calcaire (base) , partie haute en briques alternées en damier, toit conique. Chapelle en moellon de granite, toit bombé, appentis et pignon découvert, fausse voûte en berceau, clocher en pierre de taille à dome rectangulaire. Puits du château en pierre de taille.

## Historique
Lieu noble mentionné en 1443, appartenant au sieur de Kaër, ne résidant pas dans son hôtel. Château datant du XVIIIe siècle. Ouvertures agrandies et modifiées, adjonction de linteaux sculptés en calcaire, suppression de l'étage d'attique (traces visibles sur le mur) probablement peu après l'acquisition en 1867 par le graveur Panckoucke. Enduit ôté au XXe siècle. Chapelle datant de la deuxième moitié du XVIIIe siècle. Puits datant du XVIIe siècle. Ferme, puits de la ferme, colombier, serre, écuries construits dans la deuxième moitié du XIXe siècle, sans doute pour Panckoucke. Hangar de la fin du XIXe siècle. Arcades dans le parc provenant d'une prison de Quimper.
Il est inscrit en 1990 à l'inventaire général du patrimoine culturel.
Le manoir est la propriété de la famille Halley (fondatrice du groupe Promodès) depuis 1999. En 2009, une rumeur veut que Mylène Farmer ait acheté la luxueuse propriété, près de son producteur Thierry Suc qui possède lui-même une résidence dans le Golfe du Morbihan,.